# Mad House

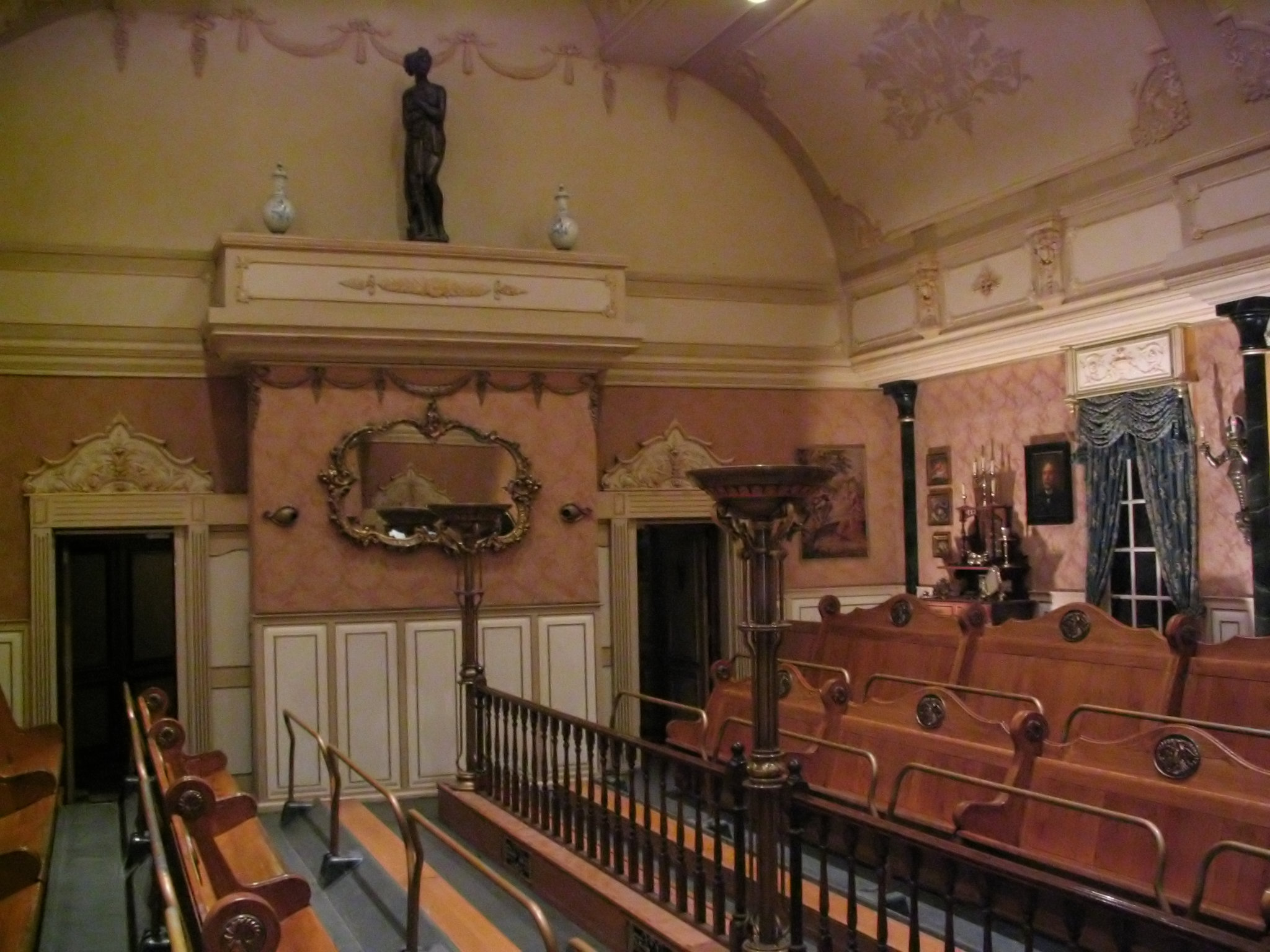
Innenansicht des Mad House Villa Volta im Efteling

Ein Mad House ist ein Fahrgeschäft, das auf Jahrmärkten, Kirmessen und in Freizeitparks eingesetzt wird und die Illusion erzeugt, die Fahrgäste würden sich innerhalb eines schaukelnden Raumes um 360° drehen. Im deutschsprachigen Raum werden ältere Versionen dieser Anlage auch Hexenschaukel genannt, auch der deutsche Hersteller Mack Rides nutzt in seinen deutschen Publikationen diesen Namen.

## Funktionsweise
Es ist ein Raum, der meist achteckig (sechskantig) in Längsrichtung konstruiert ist. Die beiden Seitenteile sind jeweils mit einem Rundschienensystem versehen, diese Schienen sind auf Reibradantrieben gelagert, die ein Drehen des Raumes um 360 Grad um die eigene Achse ermöglichen. Gleichzeitig ist jeweils mittig an den Seitenteilen eine Gondelbrücke aufgehängt, auf der die Passagiere in einzelnen mittels Bügeln gesicherten Bänken Platz nehmen. In aller Regel sitzen sich die Fahrgäste auf diesen Bänken gegenüber. Die Gondelbrücke kann in beide Richtungen ausgeschwenkt werden und somit der Raumbewegung folgen. Dadurch entsteht der Eindruck, die Fahrgäste würden „auf den Kopf gestellt“. In Wirklichkeit jedoch dreht sich nur der Raum immer weiter, während die Gondelbrücke eine Schaukelbewegung um bis zu 30 Grad nach beiden Seiten ausführt.
Die Dekoration eines Mad House vermittelt oft durch Fixierung aller beweglichen Teile im Raum den Eindruck, sie würde sich ohne Einfluss der Schwerkraft verhalten.

## Geschichte
Ende des 19. Jahrhunderts wurden die ersten Hexenschaukeln in rudimentären Versionen entwickelt. Seitdem jedoch wurde die Technik um einiges weiterentwickelt. Das erste moderne Mad House ist die von dem niederländischen Hersteller Vekoma gebaute und 1996 eröffnete Villa Volta im niederländischen Freizeitpark Efteling.
Neben dem Unternehmen Vekoma, das einen Großteil der existierenden Anlagen gebaut hat, produziert auch der deutsche Hersteller Mack Rides ein Fahrgeschäft dieser Art.

## Technik
Durch Steuerung mittels Computer und Synchronlauf von Lichteffekten und Musik ist eine perfekte Illusion möglich. Die Fahrprogramme können je nach Publikum variiert werden. Der Antrieb erfolgt durch Drehstrommotoren.
Die Kapazität beträgt bei den modernen Versionen von Mack und Vekoma 40 bis 78 Personen pro Fahrt, je nach Version. Ältere Anlagen bieten Platz für deutlich weniger Mitfahrer.

## Anlagen
| Name                           | Park                                       | Land           | Eröffnet     | Hersteller        | Bemerkung |
| ------------------------------ | ------------------------------------------ | -------------- | ------------ | ----------------- | --- |
| Casa Rotavaia                  | Avonturenpark Hellendoorn                  | Niederlande    | 1980         | Schwingel         | 2002 geschlossen |
| Le Défi de César               | Parc Astérix                               | Frankreich     | 2008         | Mack Rides        | |
| Feng Ju Palace                 | Phantasialand                              | Deutschland    | 2002         | Vekoma            | |
| Fluch der Kassandra            | Europa-Park                                | Deutschland    | 2000         | Mack Rides        | |
| The Haunting                   | Drayton Manor                              | Großbritannien | 1996         | Vekoma            | |
| Herzogschaukel                 | Märchengarten Blühendes Barock Ludwigsburg | Deutschland    | 1972         | ?                 | |
| Hexenschaukel                  | Mobile Mad House Oktoberfest München       | Deutschland    | 1894         | U. Keller         | |
| Hex’n Wippn                    | Mobile Mad House                           | Deutschland    | 1968         | Lielie            | Zeitweise als "Weltraum Party" betrieben. Erschien als Faller Modell                                                                                        |
| Hex – The legend of the Towers | Alton Towers                               | Großbritannien | 2000         | Vekoma            | |
| Hotel Embrujado                | Parque Warner Madrid                       | Spanien        | 2002         | Vekoma            | |
| Houdini’s Great Escape         | Six Flags Great Adventure                  | USA            | 1999         | Vekoma            | |
| Houdini – The Great Escape     | Six Flags New England                      | USA            | 1999         | Vekoma            | |
| Jack the Ripper                | Wiener Prater                              | Österreich     | 1997         | Dietz Fahrzeugbau | Baujahr 1977, ausgeliefert als mobile Anlage an die Familie Milker aus Köln                                                                                 |
| Magic House                    | Gardaland                                  | Italien        | 2002         | Vekoma            | |
| La Maison d’Houdini            | Bellewaerde                                | Belgien        | 1999         | Vekoma            | |
| Maison Houdini                 | Rainbow MagicLand                          | Italien        | 2011         | Vekoma            | |
| Merlin’s Magic Castle          | Walibi Holland                             | Niederlande    | 2000         | Vekoma            | |
| Merlin’s Mystical Mansion      | Clark’s Trading Post                       | USA            | ?            | ?                 | |
| Mobile Mad House               | Teil im Laufgeschäft Alpenhotel Rasch      | Saudi-Arabien  | 2011         | ?                 | wurde 2019 an Mellors verkauft und ging nach Saudi-Arabien                                                                                                  |
| Noah’s incredible adventure    | Noah’s Ark Water Park                      | USA            | 2003–2009    | Mack Rides        | |
| Le Palais du génie             | Walibi Belgium                             | Belgien        | 2001         | Vekoma            | |
| Rollendes Weinfass             | Erlebnispark Tripsdrill                    | Deutschland    | ? (vor 1990) | ?                 | 1996 stillgelegt und Umbau zu Phantastisches Weinfass (2011 geschlossen)                                                                                    |
| Rotating House                 | Everland                                   | Südkorea       | 2007         | Mack Rides        | |
| Space Adventure                | Genting Theme Park                         | Malaysia       | 1998         | Vekoma            | |
| Spukhaus                       | Taunus Wunderland                          | Deutschland    | 1973         | Schwingel         | |
| Valhalla Borgen                | Tivoli Kopenhagen                          | Dänemark       | 1998–2007    | Vekoma            | |
| Verrücktes Waldhaus            | Freizeitpark Traumland                     | Deutschland    | 1976         | Dietz Fahrzeugbau | Baujahr 1976, zuerst unter Schausteller Hiller als mobile Anlage betrieben. Bis 2013 als "Verhextes Schloss, ab 2014 umgestaltet als "Verrücktes Waldhaus"" |
| Verlies des Grauens            | Belantis                                   | Deutschland    | 2003         | Vekoma            | |
| Villa Volta                    | Efteling                                   | Niederlande    | 1996         | Vekoma            | |
| Haunted House – Monster Party  | Legoland Windsor Resort                    | Großbritannien | 2019         | Vekoma            | |
| Hexenschaukel                  | Science Center Spectrum                    | Deutschland    | ?            | ?                 | |